# دوروثي لوك
دوروثي لوك (بالإنجليزية: Dorothy Locke)‏ هي مبارزة بالسيف أمريكية، ولدت في 8 يناير 1912 في بروكلين في الولايات المتحدة، وتوفيت في 4 فبراير 2005 في Jamaica Plain ‏ في الولايات المتحدة.

## وصلات خارجية
- دوروثي لوك على موقع أوليمبيديا (الإنجليزية)